# Söchtenau
Söchtenau es un municipio situado en el distrito de Rosenheim, en el estado federado de Baviera (Alemania). Tiene una población estimada, a fines de 2021, de 2696 habitantes.
Está ubicado al sur del estado, en la región de Alta Baviera, en la ladera de los Alpes, cerca de la frontera con Austria y de la orilla del río Eno —un afluente derecho del Danubio—.